# The Analogues
The Analogues is een Nederlandse tributeband die is opgericht in 2014. De band heeft zich ten doel gesteld het latere werk van The Beatles op de originele (analoge) instrumenten live uit te voeren. In 2015/16 toerde de band langs theaters en poppodia met Magical Mystery Tour, in 2016/17 met Sgt. Pepper's Lonely Hearts Club Band, in 2017/18 met The White Album en in 2019 met 50 Years Abbey Road Tour, bijgestaan door strijkers en blazers. The Beatles hebben deze albums nooit live gespeeld en leefden zich met producer George Martin uit op ingewikkelde arrangementen.

## Ontstaan
De band is een initiatief van Fred Gehring, gewezen topman van de Tommy Hilfiger Corporation. Hij benaderde muzikant en producer Bart van Poppel die de arrangementen van de vaak complexe Beatlesnummers uitploos en internet afstruinde naar originele instrumenten zoals de Mellotron, de Höfner-bas of een Wurlitzer-piano. De band maakte opnamen in de Abbey Road Studios die worden gebruikt bij de live-optredens.

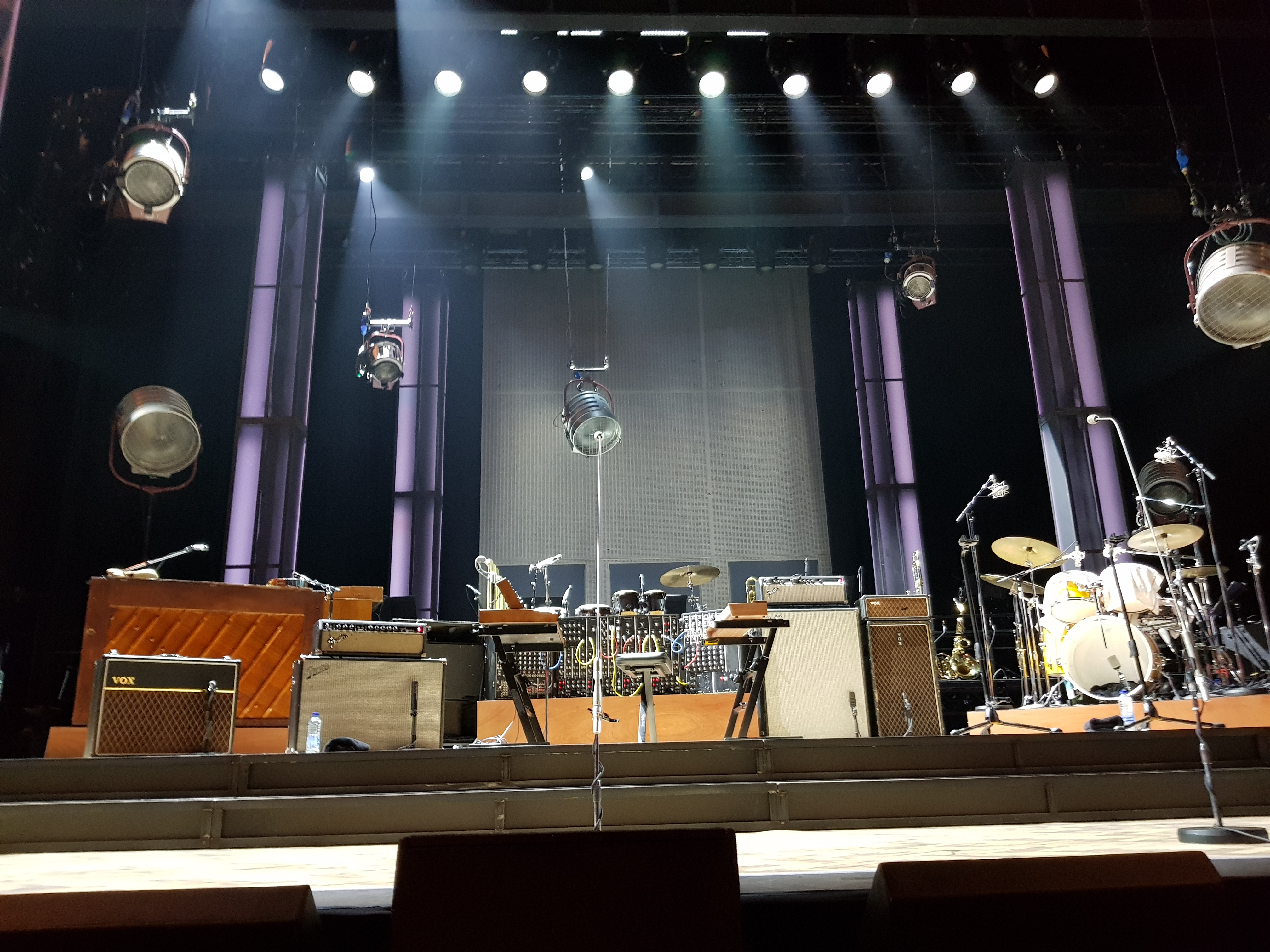
Instrumenten tijdens de Abbey Road tour in 2019, Lotto Arena, Antwerpen

Buiten Nederland werd opgetreden in België (o.a. Brussel), Frankrijk, Duitsland (o.a. Hamburg), Engeland (Londen, Liverpool). Op 1 juni 2017, exact 50 jaar nadat het album Sgt. Pepper's Lonely Hearts Club Band uitkwam, speelde de band het album integraal in de Ziggo Dome. Ook werd het album Magical Mystery Tour geheel uitgevoerd. Toen de shows stil kwamen te liggen door de coronapandemie besloot de band eigen nummers te schrijven en bracht in 2022 het album "Introducing The Analogues Sideshow" uit.
Sinds begin april 2025 reist de band op de fiets van Amsterdam naar Oekraïne om de 30e verjaardag van de kinderhulporganisatie War Child te vieren en aandacht te vragen voor de situatie van kinderen in oorlogsgebieden. Tijdens deze 30-daagse fietstocht spelen ze kleine concerten op geselecteerde locaties met een set van geselecteerde Beatles-composities (zonder orkest) om geld in te zamelen voor War Child.

## Bezetting[3]
- Jac Bico, gitaar, toetsen, percussie, zang, bas
- Fred Gehring, drums, zang
- Jan van der Meij, gitaar, zang, percussie
- Felix Maginn, gitaar, zang (vervangt Jan van der Meij, die gehoorproblemen kreeg, tijdens de White Album Tour)
- Diederik Nomden, toetsen, gitaar, bas, zang
- Bart van Poppel, bas, toetsen, gitaar, zang

## Trivia
Gehring wilde graag Paul McCartney ontmoeten. Toen McCartney onverwacht opdook op een 'fundraisers party' van Hillary Clintons campagne waar Gehring aanwezig was durfde Gehring McCartney echter niet aan te spreken, omdat hij zo naar McCartney opkijkt.